# Günter Bartnik
Günter Bartnik (Dippoldiswalde, 20 de febrero de 1949-19 de mayo de 2023) fue un deportista de Alemania Oriental que compitió en biatlón. Ganó dos medallas en el Campeonato Mundial de Biatlón, plata en 1974 y bronce en 1973.

## Palmarés internacional
| Campeonato Mundial | Campeonato Mundial           | Campeonato Mundial | Campeonato Mundial |
| Año                | Lugar                        | Medalla            | Prueba             |
| ------------------ | ---------------------------- | ------------------ | ------------------ |
| 1973               | Lake Placid (Estados Unidos) | Medalla de bronce  | Relevo             |
| 1974               | Minsk (URSS)                 | Medalla de plata   | Velocidad          |